# Верхотур'є (Бабушкінський район)
Верхоту́р'є (рос. Верхотурье) — присілок у складі Бабушкінського району Вологодської області, Росія. Входить до складу Підболотного сільського поселення.
У присілку народився Герой Соціалістичної Праці Зотіков Василь Ансікритович (1924-1991).

## Населення
Населення — 25 осіб (2010; 42 у 2002).
Національний склад (станом на 2002 рік):
- росіяни — 100 %